# Accidente del Do 228 de Agni Air de 2012
El accidente del Do 228 de Agni Air de 2012 ocurrió el lunes 14 de mayo, cuando un vuelo operado por un Dornier Do 228 de la aerolínea estatal, Agni Air, se estrelló tras un motor y al aire fallido, cerca del aeropuerto de Jomsom, Nepal, dejando sin vida a 15 de los 21 pasajeros y tripulantes, incluyendo a ambos pilotos.

## Aerolínea
Agni Air es una aerolínea nepalí que opera vuelos de cabotaje en Nepal. Ofrece vuelos desde Kathmandú a Bhadrapur,  Bhairahawa, Biratnagar, Jomsom, Lukla, Pokhara y Tumlingtar. Es utilizado por pasajeros de ocio y de escalada.

## Avión
El avión accidentado fue un Dornier Do 228, registrado como 9N-AIG, construido en 1997 con número de serie 8216.

## Accidente
El avión volaba desde el aeropuerto de Pokhara al aeropuerto de Jomsom, con dieciocho pasajeros, dos pilotos y un tripulante de cabina de pasajeros a bordo. A las 09:30 hora local (03:45 UTC), el primer intento de aterrizaje tuvo que ser abortado por los pilotos. Durante el posterior motor y al aire, una de las alas impactó con una colina, haciendo que el avión se estrellara.

## Pasajeros y tripulantes
| Nacionalidad | Muertes   | Muertes     | Supervivientes | Supervivientes | Total |
| Nacionalidad | Pasajeros | Tripulantes | Pasajeros      | Tripulantes    | Total |
| ------------ | --------- | ----------- | -------------- | -------------- | ----- |
| Nepal        | 0         | 2           | 0              | 1              | 3     |
| India        | 13        | 0           | 3              | 0              | 16    |
| Dinamarca    | 0         | 0           | 2              | 0              | 2     |

El accidente se llevó la vida de Taruni Sachdev, un actor indio de catorce años, junto a su madre.